# Phil Hill
Philip Toll Hill Jr. (20. dubna 1927, Santa Monica Miami – 28. srpna 2008, Salinas, Kalifornie) byl americký automobilový závodník a pilot Formule 1, mistr světa z roku 1961, trojnásobný vítěz závodu 24 hodin Le Mans (1958, 1961, 1962).

## Kariéra ve formuli 1
| Rok  | Stáj     | Umístění     | Body    |
| ---- | -------- | ------------ | ------- |
| 1958 | Maserati | 10. místo    | 9 bodů  |
| 1959 | Ferrari  | 4. místo     | 20 bodů |
| 1960 | Ferrari  | 5. místo     | 16 bodů |
| 1961 | Ferrari  | Mistr světa  | 34 bodů |
| 1962 | Ferrari  | 6. místo     | 14 body |
| 1963 | ATS      | neumístil se | 0 bodů  |
| 1964 | Cooper   | 19. místo    | 1 bod   |
| 1966 | Eagle    | neumístil se | 0 bodů  |

Phil Hill, jeden z dvou amerických šampionů ve formuli 1 (spolu s Mariem Andrettim), trojnásobný vítěz 24 hodin Le Mans. Závodník políbený múzou byl skvělým muzikantem a vynikal ve hře na klavír. K závodění zběhl ze studií na univerzitě, kde studoval jazyky a v mládí se věnoval spíš umění než sportu, v kterém nijak nevynikal. Jeho život je typickým americkým snem. Ve 12 letech zdědil vilu a 50 000 dolarů.
Phil Hill závodil v Americe, kde si jej všiml Enzo Ferrari, resp. jeho skaut pro Ameriku. Američanovi byla nabídnuta smlouva a od roku 1958 se objevuje ve formuli 1, ovšem ještě ve stáji Maserati, kde jezdil se svolením Enza Ferrariho. Jeho kariérní postup ve Ferrari je spojen s tragickými událostmi v této stáji. Roku 1958 zahynuli Peter Colins a Luigi Musso a tak se Hill stává továrním jezdcem Ferrari a v závěrečném závodě uvolňuje svou pozici Miku Hawthornovi, který se stane mistrem světa. Ani Hill nevychází naprázdno a poprvé v tomto roce vyhrává 24 hodin Le Mans. Prvního vítězství v F1 se dočkal v Monze 1960, ale nutno podotknout, že této velké ceny se nezúčastnily britské týmy, které tehdy dominovaly (zejména Cooper).
V roce 1961 naopak dominovalo Ferrari a v tomto roce se Phil Hill stal mistrem světa. Opět to bylo díky osudu. O titul bojoval se stájovým kolegou von Tripsem, který zahynul při GP Itálie v Monze. Po sezóně 1962 opouští Ferrari a ve formuli 1 se již výrazně neprosazuje. V roce 1962 potřetí vítězí ve 24 hodin Le Mans.
Phil Hill měl tři děti, syna Dereka a dcery Vanessu a Jennifer. Derek závodil ve Formuli 3000 v letech 2001, 2002 a 2003, ale závodní činnost ukončil po onemocnění svého otce.
Phil Hill trpěl Parkinsonovou nemocí a zemřel 28. srpna 2008 v nemocnici v Salinas. Je pohřben na Woodlawn Memorial Cemetery.